# Viola changii
Viola changii är en violväxtart som beskrevs av J.S.Zhou och F.W.Xing. Viola changii ingår i släktet violer, och familjen violväxter. Inga underarter finns listade i Catalogue of Life.